# کارولین پک
کارولین پک (انگلیسی: Carolyn Peck؛ زادهٔ ۲۲ ژانویهٔ ۱۹۶۶) بازیکن بسکتبال اهل ایالات متحده آمریکا است.
وی در مسابقات کشوری و بین‌المللی در مجموع برندهٔ ۱ مدال نقره شده‌است.